# Sapo nationalpark
Sapo nationalpark är en nationalpark i Liberia, grundad 1983 som landets första. Den ligger huvudsakligen i Sinoe County med mindre delar i Grand Gedeh County och River Gee County, i den sydöstra delen av landet, 270 km öster om huvudstaden Monrovia.